# Culex ventrilloni
Culex ventrilloni är en tvåvingeart som beskrevs av Edwards 1920. Culex ventrilloni ingår i släktet Culex och familjen stickmyggor.
Artens utbredningsområde är Madagaskar. Inga underarter finns listade i Catalogue of Life.